# Vogelinsel (Neusiedler See)
Die Vogelinsel ist eine ungefähr 3000 m² große unbewohnte Insel im österreichischen Teil des Neusiedler Sees, die westlich des Oberen Stinkersees und südlich von Podersdorf am See auf halbem Weg zur Schotterinsel liegt.
Gefährlich, vor allem bei Niedrigwasser, ist eine Untiefe nördlich der Vogelinsel.
Die Vogelinsel ist eine kleine, zweigeteilte Schilfinsel, von der Westseite aus ist sie am Horizont optisch schwer vom Ostufer zu unterscheiden. Auf der Insel leben Rotschwänze (Phoenicurus), eine Vogelgattung innerhalb der Schmätzer (Saxicolinae).
2013 kenterte ein Katamaran im Bereich der Vogelinsel. Im Juni 2019 fand ein Segler zwischen der Vogelinsel und dem Seeufer eine Flugabwehrkanone-Splittergranate aus dem Zweiten Weltkrieg, bis dato der größte derartige Fund im Neusiedler See.